# Rosières (Belgique)
Pour les articles homonymes, voir Rosières.
Rosières ou Rosières-Saint-André (en néerlandais Rozieren, en wallon Rozire-Sint-Andrî) est une localité de la commune belge de Rixensart située en Région wallonne dans la province du Brabant wallon.
Sur la carte de Ferraris (1771-1778), elle est mentionnée sous le nom Rosieren, ce qui laisse supposer qu'elle était néerlandophone à cette époque.
C'était une commune à part entière avant la fusion des communes de 1977. Le dernier bourgmestre (de 1958 à 1976) était Joseph Moreau de Melen.
Rosières possède une église, une ancienne maison communale, un club de tennis, un club de football, une pharmacie, une librairie, un mouvement de jeunesse, trois maisons de jeunes, une "sablière" et de nombreuses professions libérales, très diversifiées.
Rosières est traversée par la Lasne.
La gare la plus proche de Rosières est celle de Genval sur la ligne 161 Bruxelles-Namur. Plusieurs lignes de bus relient Rosières à Bruxelles et Wavre (ligne 345 de De Lijn), la gare de Genval (ligne 15), Basse-Wavre (ligne 38) et Waterloo (ligne 128 des TEC), ces deux dernières uniquement en période scolaire.

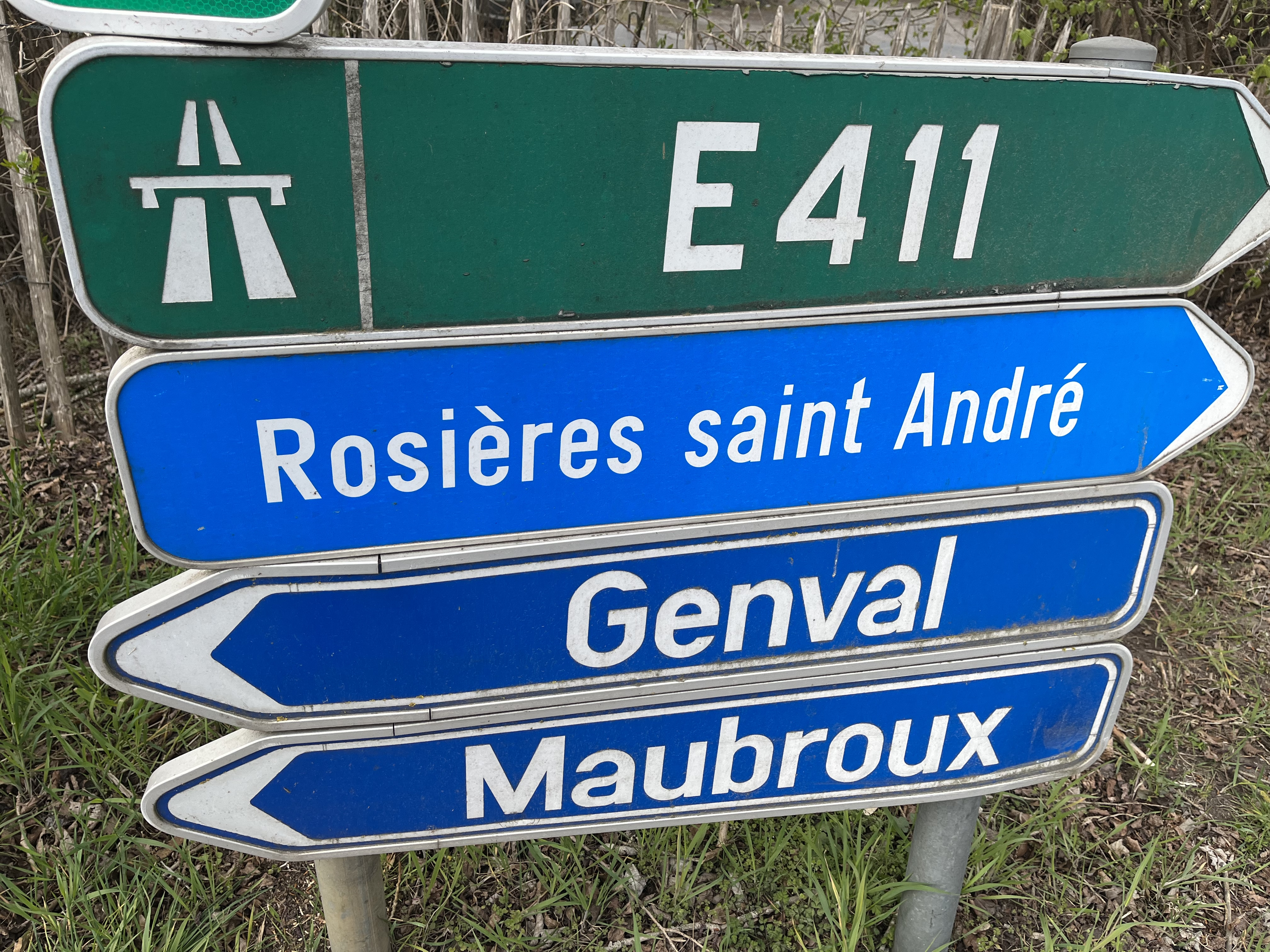
Panneau vers Rosières-Saint-André

## Démographie
- Sources:INS, Rem:1831 jusqu'en 1970=recensements, 1976= nombre d'habitants au 31 décembre

## Liste des bourgmestres de 1830 à 1977
- Joseph Moreau de Melen, de 1958 à 1977.